# Sot dels Trèmols (Sant Martí de Centelles)
El Sot dels Trèmols és un sot, o vall estreta i feréstega, del terme municipal de Sant Martí de Centelles, a la comarca d'Osona.
És a l'extrem sud-occidental del terme, en l'àmbit de la parròquia de Sant Martí de Centelles, a prop del límit amb el terme de Castellcir. És a migdia de l'Estalviada, al sud-oest del Pla Llestenc, a llevant del Prat i al nord de la Carena dels Brucs. A mig recorregut, aquest sot rep per l'esquerra el Sot del Carrindó. El torrent que baixa per aquest sot s'aboca en el torrent del Bosc just en el termenal dels dos municipis esmentats.